# 斯塔夫科瓦巴爾卡
49°1′47″N 36°53′33″E / 49.02972°N 36.89250°E
斯塔夫科瓦-巴爾卡（烏克蘭語：Ставкова Балка）是位於烏克蘭東部的村莊，由哈爾科夫州伊久姆區的巴爾溫科韋市鎮負責管轄。該村始建於1923年，面積0.19平方公里，海拔高度119米，2001年人口43，人口密度每平方公里227.5人。